# Herencsény
Herencsény is een plaats (község) en gemeente in het Hongaarse comitaat Nógrád. Herencsény telt 730 inwoners (2001).